# 한빛운수
한빛운수는 서울특별시 광진구 자양번영로 3 (자양동)에 있는 서울특별시의 마을버스 업체이다. 계열사로는 서울특별시의 시내버스 업체인 오케이버스, 신흥운수와 서울특별시의 마을버스 업체인 은성운수, 양정운수, 한강운수가 있다.

## 역사
- 2010년 7월 1일 : 마을버스 광진05번 운행과 함께 양천운수 계열사로 창립
- 2010년 10월 14일 : 마을버스 관악 01번을 은천운수가 단독 배차로 운행에 따라 본 노선에서 철수
- 2011년 3월 : 마을버스 영등포 06번 운행 개시
- 2011년 7월 1일 : 마을버스 용산 04번과 영등포 07번 운행 개시
- 2011년 10월 24일 : 마을버스 용산 04번을 금양운수로 이관
- 2011년 12월 8일 : 마을버스 영등포 06번과 영등포 07번을 은성운수로 이관
- 2016년 5월 10일 : 본사를 서울특별시 광진구 자양번영로2길 17 (자양동)로 이전
- 2016년 12월 23일 : 본사를 서울특별시 광진구 자양번영로 3 (자양동)으로 이전

## 운행 노선
- ● 광진05번: 서울신자초등학교 ↔ 강변역 (구 2223번)

## 미운행 노선
- ● 용산04번: 남정초등학교 ↔ 서울역 (구 용산마을 6번, 구 0016번)
- ● 관악01번: 봉천역 ↔ 숭실대입구역 (구 관악마을 2번)
- ● 영등포06번: 대방역 ↔ 해군해관 (구 영등포마을 16-7B번, 구 6656번)
- ● 영등포07번: 대방역 ↔ 신풍역 (구 영등포마을 16-7A번, 구 6652번)

## 보유 차량
현대자동차
- 현대 그린시티
- 뉴 슈퍼에어로시티

범한자동차
- 범한 E-STAR 11

## 같이 보기
- 한강운수